# Gomphogyne longgangensis
Gomphogyne longgangensis är en gurkväxtart som först beskrevs av Xiu Xiang Chen och D.R.Liang, och fick sitt nu gällande namn av W.J.de Wilde och Duyfjes. Gomphogyne longgangensis ingår i släktet Gomphogyne och familjen gurkväxter. Inga underarter finns listade i Catalogue of Life.